# 卡波泰拉
卡波泰拉（義大利語：Capoterra），是意大利撒丁大区卡利亞里廣域市的一个市镇。总面积68.25平方公里，人口23821人，人口密度349.0人/平方公里（2009年）。ISTAT代码为092011。